# Catherine Vanier
Pour les personnes ayant le même patronyme, voir Vanier.
Ne doit pas être confondu avec Catherine Mathelin-Vanier.
Catherine Vanier est une céramiste française née à Paris en 1943. Elle est connue pour son travail sur le décor et puise son inspiration dans les céramiques du Moyen-Orient médiéval.

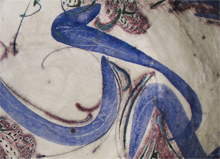
Œuvre de Catherine Vanier

## Biographie
Catherine Vanier a été formée en Suisse, à l’École des arts décoratifs de Genève auprès de Philippe Lambercy. Exposée en France, Suisse, Allemagne, Angleterre et Italie ainsi que dans de nombreux musées comme Faenza et Sèvres.
Depuis ses études à l’École de Lambercy jusqu’à aujourd’hui, Catherine Vanier s'intéresse au décor. Ce furent des « exercices sur papier et ensuite en creux, en bosse sur la terre, des pleins, des vides, des liens, des remplissages »
Catherine Vanier vit et travaille en Bourgogne.

### Articles de revue
- Philippe Magloire, « Catherine Vanier », in La Revue de la céramique et du verre, no 33, mars-avril 1987, p. 28-31.
- Geneviève Becquart et Jean-François Germier, « Catherine Vanier et la terre vernissée au musée », in RCV, no 58, mai-juin 1991, p. 38-41.
- Nicole Crestou, « Catherine Vanier sur l’étroit chemin de la création », in RCV, no 96, septembre-octobre 1996, p. 22-24.
- Nicole Crestou, « Catherine Vanier à Bandol », in RCV, no 133, novembre-décembre 2003, p. 38-4.

Notices dans les catalogues
- XXVI Concorso internazionale della ceramica, Faenza, 1967, p. 272.
- Les métiers de l’art, musée des Arts décoratifs, Paris, 1980, p. 25.
- La Céramique contemporaine, sources et courants, musée des Arts décoratifs, Paris, 1981, p. 25.
- L’assiette, galerie Le Labyrinthe, Uzès, 1981.
- Galerie La Main, Bruxelles, 1981.
- Galerie Jeanine Lyon, Denges, 1981, p. 43.
- East-West Contempory Ceramics exhibition, Séoul, Olympic Arts Festival, 1988, p. 59.
- Hommage à Max Laeuger, musée de Lörrach (Allemagne), 1989, p. 29.
- L’Europe des céramistes, Centre culturel, abbaye de Saint-Germain, Auxerre, 1989, p. 45.
- L’Art de la terre vernissée du Moyen Âge à l’an 2000, musée national de céramique, Sèvres, 1999, p. 211-213.
- Biennal internacional de ceramica, Manises (Espagne), 2001, p. 82-85.
- Cinquante ans de céramique française, 1955-2005, Une collection nationale, musée national de Céramique, Sèvres, 2005, p. 154 et 186.
- Terre de feu, 40 céramistes contemporains, musée des Beaux-Arts, Brest, 2006, p. 114-115.